# Franz Lauterbach
Franz Lauterbach (geboren 9. April 1865 in Köln; gestorben 26. Januar 1933 in Hannover) war ein deutscher Kunstglasmaler und Teilhaber der insbesondere Kirchenfenster gestaltenden Firma Lauterbach und Schröder bzw. Lauterbach & Schröder.

## Leben
Franz Lauterbach studierte zunächst in seiner Heimatstadt Köln, bevor er die Kunstgewerbeschule Hannover besuchte. Von 1887 bis 1889 studierte er dann an der Technischen Hochschule in Hannover.

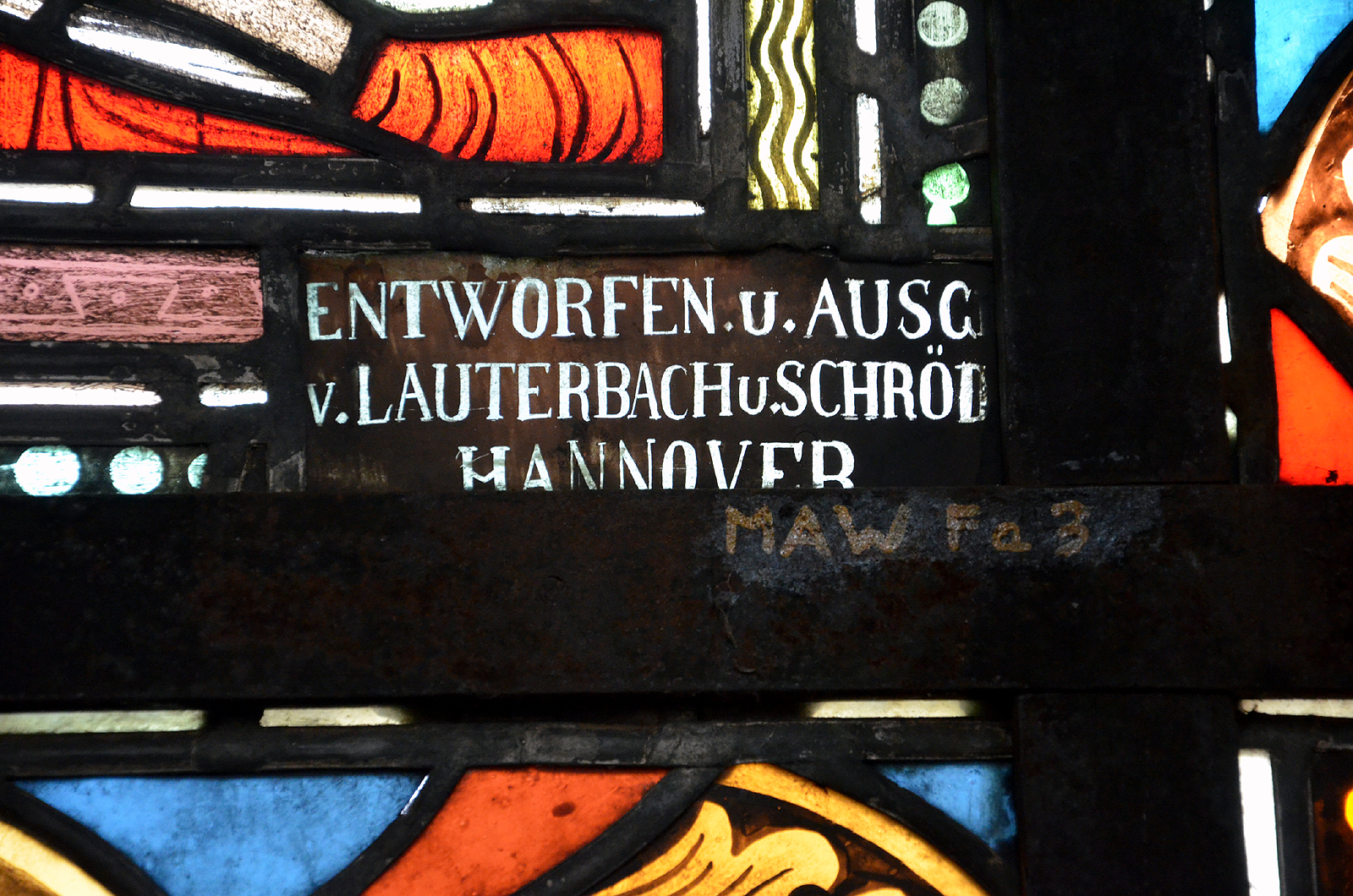
Entworfen und ausgeführt von Lauterbach u. Schröder, Hannover;
Inschrift am Fuß eines Kirchenfensters in der Klosterkirche Marienwerder

Zur Deutsch-Nationalen Kunstgewerbe-Ausstellung in München 1888 wurde  Franz Lauterbach und W. Massag als Mitarbeiter des in Hannover tätigen Glasmalers Alois Freystadtl vorgestellt.
Bald darauf gründete Lauterbach in Hannover eine eigene Firma für Glasmalerei, die später als Lauterbach und Schröder firmierte.
An einer zum 80. Geburtstag von Conrad Wilhelm Hase 1889 im späteren hannoverschen Künstlerhaus veranstalteten Ausstellung, auf der Zeichnungen und andere Werke von Schülern und Anhängern Hases gezeigt wurden, beteiligte sich Lauterbach mit eigenen Exponaten.
1928 wurde Franz Lauterbach Mitglied der Bauhütte zum weißen Blatt. Er starb Anfang 1933 in Hannover im Alter von 67 Jahren.

## Werke (sofern bekannt)

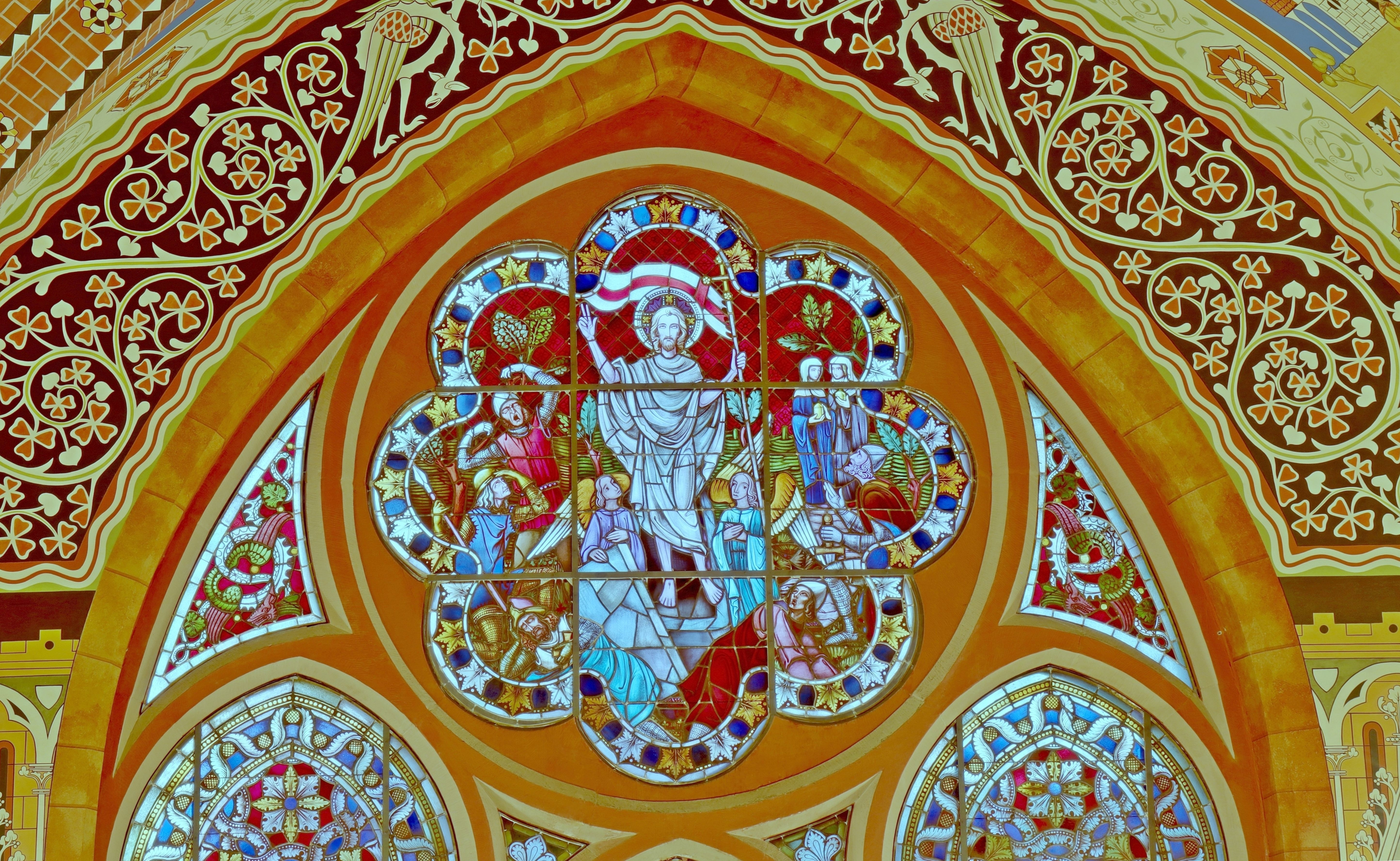
Darstellung Jesu in der Jakobi-Kirche in Peine

- um 1890: Restaurierung der Ostfenster der Schloßkapelle auf der Marienburg im damaligen Westpreußen[1]
- 1890–1891, Hannover, Altes Rathaus: Fenster in dem von Conrad Wilhelm Hase neu errichteten Flügel an der späteren Karmarschstraße 42, Ecke Am Markte[1]

großteils als Lauterbach und Schröder:
- 1891–1896, Hannover, Goetheplatz Ecke Humboldtstraße: von dem Regierungspräsident a. D. Gustav von Diest in Merseburg gestiftetes Chorfenster zum Andenken an die verstorbenen Generäle von Thiele für die nach Plänen von Christoph Hehl erbaute evangelisch-lutherische neue Garnisonkirche; beide nicht erhalten[1]
- 1894–1897, Kassel, Lutherplatz: Abendmahl-Jesu-Fenster von 1898, für die von dem Architekten Hugo Schneider erbaute Lutherkirche nicht erhalten; im Zweiten Weltkrieg teilzerstört und bis auf den Turm abgetragen[1]
- 1895–1896, Hildesheim, Neustädter Markt: Evangelisch-lutherische Kirche St. Lamberti Restaurierung der drei Chorfenster, eingeweiht 16. Februar 1896[1]
- 1895–1898 Hannover, An der Lutherkirche: Lutherkirche, Grisaillefenster in den der Seitenschiffen der von dem Architekten Eberhard Hillebrand neu erbauten Kirche; teilweise erhalten[1]
- 1895–1899 Köln, Roonstraße: Neben den Fenstern der Firma Reuter und Reichardt auch Fenster von Lauterbach und Schröder in dem heute teilweise erhaltenen damaligen Neubau der nach Plänen der Kölner Architekten Emil Schreiterer und Bernhard Below (Architekturbüro Schreiterer & Below) erbauten Synagoge Köln[1]
- 1896–1897 Hannover, Goethestrasse 44 (frühere Hausnummer 24): zum 25-jährigen Jubiläum des Goethe-Gymnasiums (Lyceum II) von ehemaligen Schülern gestiftete Glasfenster in der Aula der Schule; durch die Luftangriffe auf Hannover im Zweiten Weltkrieg zerstört[1]
- 1898 Marienwerder bei Hannover, Quantelholz 62: Apsisverglasung in der evangelisch-lutherischen Pfarrkirche, der ehemaligen Klosterkirche[1]
- 1899 Celle, Markt: Restaurierung der Erkerfenster im Saal des Alten Rathauses[1]
- 1900 Bremen, Am Dom, Domshof Ecke Sandstraße: Restaurierung von 3 Kirchenfenstern im nördlichen Seitenschiff des evangelisch-lutherischen Doms St. Petri[1]
- 1901 Göttingen, Jacobikirchhof: Restaurierung der Langhaus-Fenster nach Plänen von Conrad Wilhelm Hase in der Evangelisch-lutherische Kirche St. Jacobi[1]
- 1901–1907 Göttingen, Markt: Von dem Göttinger Bankhaus Klettwig & Reibstein gestiftete Restaurierung eines von dem hannoverschen Maler entworfenen und ausgeführten Fenster im Sitzungssaal des Alten Rathauses[1]
- 1902–1904 Fischbeck bei Hessisch Oldendorf, Im Stift: Restaurierung nach Plänen des Architekten Albrecht Haupt der Evangelisch-lutherischen Stiftskirche St. Johannis, mit Ausmalungen von Hermann Schaper und Kirchenfenster von Lauterbach und Schröder; eingeweiht 17. August 1904[1]
- 1902–1906 Hannover-List, Evangelisch-lutherische Markuskirche,[4] An der Markuskirche Ecke Oskar-Winter-Straße: Kirchenfenster in des nach Plänen von Otto Lüer errichteten, mit Werken der Bildhauer Karl Gundelach und Theodor Maßler sowie Steinmetzarbeiten von Otto Plöger ausgestalteten und von Oscar Wichtendahl ausgemalten Gebäudes; erhalten[1]
- 1905–1907 Hannover, Sallstraße 57 Ecke Krausenstraße: Kirchenfenster in der von Otto Lüer in der Südstadt erbauten evangelisch-lutherischen Nazareth-Kirche; teilweise erhalten
- um 1908 Hannover, Hanns-Lilje-Platz 2 Am Markte: Kirchenfenster für die evangelisch-lutherische Marktkirche St. Georgii et Jacobi[1]
- 1908–1909 Lüneburg, bei der St. Johanniskirche: Von „Fräulein Dunker“ gestiftete Restaurierung des Kirchenfensters Die Vertreibung aus dem Paradiese nach Plänen des Lüneburger Architekten Franz Krüger in der evangelisch-lutherischen Kirche St. Johannis; erhalten[1]
- 1911: Bildfenster mit neutestamentlichen Szenen in der Klosterkirche Wennigsen[5]
- 1913 Verden an der Aller, Domstraße: figürliche Verglasung des Achsfensters im evangelisch-lutherischen Dom St. Maria und Cäcilia[1]
- 1913–1916 Kadinen im damaligen Westpreußen: Kirchenfenster, teils von der in Berlin tätigen Firma Wagner und Heinersdorf, in der nach Plänen des Architekten Arthur Kickton neu erbauten evangelischen Kirche des Dorfes; im Zweiten Weltkrieg zerstört[1]
- 1920–1921 Gehrden (Brakel), Marktstraße: Kirchenfenster in der römisch-katholischen Klosterkirche St. Peter und Paul[1]
- 1929 (Bad) Bodenteich, Hauptstraße Ecke Schulstraße: Mittelstück des Chorfensters in der evangelisch-lutherischen Kirche St. Petri, 1945 teilzerstört[1]
- Lemgo, Papenstraße: Kirchenfenster für die evangelisch-lutherische Stadtkirche St. Nicolai
- Metz: Kirchenfenster für die Templerkapelle[1]